# 石川慎将
石川 慎将（いしかわ しんすけ、1984年12月13日 - ）は、地方競馬の佐賀競馬場石川浩文厩舎所属の騎手である。勝負服の柄は黒・黄十字襷、袖黄縦縞。大分県出身。石川浩文調教師は実父。

## 来歴
石川浩文厩舎の厩務員を経て、2010年3月31日付けで地方競馬騎手免許を取得。同年4月10日第1回佐賀競馬1日目第7競走3歳3組条件戦ハードリベンジで初騎乗初勝利（10頭立て3番人気）。佐賀競馬では鮫島克也以来30年ぶりのデビュー戦勝利となった。
2011年8月20日第4回小倉競馬7日目第9競走フェニックス賞でスーパーマリンに騎乗し、中央競馬初騎乗（9頭立て9番人気9着）。
2012年8月にはアジアヤングガンズチャレンジの日本代表に選ばれ、マカオで開かれた同レースに参加したが、11人中9位に終わった。
2013年3月9日、第1回開催の大観峰賞でゴールドペンダントに騎乗し1着となり、重賞初制覇。同年7月1日から8月31日までの2ヶ月間を期間限定で門別に遠征。
2023年2月2日、姫路競馬場で開催された白鷺賞で他場重賞初制覇。この勝利が地方通算999勝目であった。同年2月4日、佐賀競馬4R・うまかつ.net賞でクインズユーカリに騎乗し1着となり、地方競馬通算1000勝を8414戦目で達成した。
2025年7月29日、盛岡競馬場で開催された岩手と佐賀の騎手12人で競う「M＆K（みちのく、九州）ジョッキーズカップ」で第1戦7着、第2戦1着の36ポイントとする。第1戦を制した山本聡哉も同じく36ポイントだったが、第2戦の着順上位者が順位上位というルールに従い、総合優勝となった。

## 主な騎乗馬
- ゴールドペンダント（2013年大観峰賞）
- マイネルプレジャー（2014年英彦山賞）
- アドマイヤツバサ（2014年雲仙岳賞）
- ミスタージャック（2015年耶馬渓賞、2016年大淀川賞）
- バンブーリバプール（2016年九州オールカマー）
- アーサーバローズ（2016年遠賀川賞）
- カシノタロン（2016年吉野ヶ里記念）
- サンマルドライヴ（2018年如月賞）
- ミスカゴシマ（2019年九州ジュニアチャンピオン、2020年花吹雪賞、飛燕賞、ル・プランタン賞、佐賀皐月賞、吉野ヶ里記念、2021年吉野ヶ里記念、ウインターチャンピオン）
- プリマステラ（2020年カペラ賞）
- テイエムチューハイ（2021年霧島賞）
- テーオーヘリオス（2021年遠賀川特別）
- テイエムラッシュ（2022年霧島賞）
- ヒストリーメイカー（2023年白鷺賞）
- ブレイブアモーレ（2023年佐賀ユースカップ、ロータスクラウン賞）
- コスモポポラリタ（2024年九州チャンピオンシップ）
- ミトノドリーム（2024年九州ジュニアチャンピオン、ネクストスター佐賀）

出典: